# Matteo Della Corte
Matteo Della Corte (Cava de' Tirreni, 13 ottobre 1875 – Pompei, 5 febbraio 1962) è stato un archeologo ed epigrafista italiano.

## Biografia
Completati gli studi classici presso il liceo della Badia di Cava, dal 1895 frequentò la Facoltà di Giurisprudenza all'Università di Napoli. Subito dopo la laurea, superato un concorso nella pubblica amministrazione, iniziò a lavorare alla soprintendenza presso gli scavi di Pompei: nel corso degli anni fu alle dipendenze prima di Ettore Pais, poi di Antonio Sogliano e di Vittorio Spinazzola. Stabilì la propria residenza a Pompei: in quella città già alcuni anni prima aveva conosciuto Bartolo Longo, fondatore del Santuario della Beata Vergine del Rosario. Conseguita anche la laurea in Lettere, assunse il ruolo di ispettore; dopo la parentesi bellica della prima guerra mondiale, proseguì la carriera fino a diventare direttore nel 1926. 
Nei suoi studi, portati avanti per molti anni, furono descritte, interpretate ed ordinatamente archiviate le numerosissime iscrizioni che venivano alla luce nel corso degli scavi. Di particolare interesse fu la sua ricerca di tracce degli albori della diffusione del Cristianesimo, ipotizzando la presenza di prime comunità cristiane nella cittadina distrutta dall'eruzione del Vesuvio del 79. I risultati delle scoperte venivano via via pubblicati su diverse riviste specializzate: nel 1941 redasse un fascicolo del Corpus Inscriptionum Latinarum, in cui raccoglieva e catalogava circa 3000 iscrizioni, ottenendo come riconoscimento il premio Gronchi per l'archeologia.   
Il lavoro di Della Corte acquistò notorietà a livello internazionale, e l'archeologo divenne membro di prestigiose istituzioni culturali sia italiane, come l'Accademia dei Lincei e l'Accademia di archeologia, lettere e belle arti di Napoli, sia europee e americane, come il Deutsches Archaeologisches Institut e l'Archaeological Institute of America. Non mancarono tuttavia le divergenze con altri studiosi dell'antichità pompeiana, che mettevano in dubbio la sua competenza teorica, considerando inadeguato il suo percorso di studi, e la sua metodologia di indagine sul campo. 
Nel 1942, dopo il pensionamento per anzianità, Della Corte ottenne la riassunzione, sia pur con qualifica minore, e proseguì nella collaborazione con il soprintendente Amedeo Maiuri. In quell'anno fu nominato Grand'ufficiale della Corona d'Italia. Superati gli ottant'anni, lasciata l'attività di scavo, si dedicò ancora allo studio, rivedendo e ampliando anche quanto aveva già pubblicato.

## Opere
- Groma, Tipografia della R. Accademia Nazionale dei Lincei, 1922
- Iuventus, Arpino, 1924
- Scavi sulla Via dell'Abbondanza (epigrafi inedite), 1927
- Pompei: i nuovi scavi e l'anfiteatro, 1930
- I MM. Lorei Tiburtini di Pompei, Società storia ed arte, 1932
- I cristiani a Pompei, 1939
- Catalogo sistematico descrittivo delle fotografie dei monumenti pompeiani esistenti nell'Archivio fotografico della R. Soprintendenza alle antichità della Campania, 1939
- Cleopatra, M. Antonio e Ottaviano nelle allegorie storico-umoristiche delle argenterie del tesoro di Boscoreale, 1951
- Case ed abitanti di Pompei, 1954
- Amori e amanti di Pompei antica (Antologia erotica pompeiana), 1958